# Трайс, Оби
Оби Трайс (англ. Obie Trice, род. 14 ноября 1977, Детройт, Мичиган) — американский рэпер из Детройта. В отличие от многих других рэп-исполнителей, он выступает под своим настоящим именем, а не под псевдонимом, о чём говорится в начале его песни «Rap Name». В 2000 году подписал контракт с лейблом Shady Records, но в 2008 году его покинул. После ухода из Shady Трайс основал свой собственный звукозаписывающий лейбл Black Market Entertainment.

## Биография
Оби Трайс увлекся рэпом в 11 лет, когда мать подарила ему караоке, с помощью которого он накладывал свои рифмы на биты N.W.A, Run DMC и Big Daddy Kane. С 14 лет участвовал в детройтских рэп-состязаниях, проводимых в «Hip-hop Shop», организатором которых был Proof из D12. В 90-х годах он становится известным в родном городе благодаря композициям «Respect», «My Club», «Dope Jobs Homeless», «The Well Known Asshole».
В 1999 году другой участник D12, Bizarre, знакомит его с Эминемом. Тот был очень впечатлен, когда Оби исполнил рэп через окно машины, в которой сидел Эминем, и вскоре предложил контракт со своей компанией Shady Records. До выхода своего дебютного альбома в 2003 году, Оби принимает участие в записи альбома Devil's Night D12 и саундтрека к фильму «8 миля», где он сыграл также и небольшую роль-камео. В сингле Эминема Without Me звучит семпл из его песни «Rap Name».
Его альбом «Cheers» вышел 23 сентября 2003. Сингл «Got Some Teeth» с него получил хорошую раскрутку на радио. Альбом содержал 17 композиций, продюсерами были Eminem, Dr. Dre, Timbaland, Mike Elizondo, Emile, Fredwreck и Kon Artis. В записи участвовали также Busta Rhymes, Eminem, 50 Cent, Lloyd Banks, Dr. Dre, Nate Dogg и D12.
31 декабря 2005 на Трайса было совершено покушение, когда он с подругой возвращался с вечеринки. Одна из пуль, выпущенных в него, попала в голову, но он сумел доехать до дома, после чего был доставлен в госпиталь и выпущен на следующий день. Хирурги решили не извлекать пулю из черепа, так как это было слишком опасно.
15 августа 2006 года вышел второй альбом Оби Трайса — «Second Round's On Me». Альбом анонсировался долго, некоторые композиции до выхода альбома просочились в Интернет. Альбом занял невысокое место по продажам, уступив его дебютному альбому. Продюсером альбома выступил Eminem.
Песня «Cry Now» (а также снятый на неё уличный клип) посвящены памяти Proof'а, друга Оби, погибшего незадолго до выхода альбома.
В июне 2008 года Оби ушел из Shady Records из-за опасений, что его не продвигают должным образом. Вопреки общественному мнению на момент объявления, у Трайса не было ссоры с Эминемом или доктором Дре. Оба внесли свой вклад в вокал и продюсирование его предстоящего альбома. Было допущено недоразумение, когда считалось, что он нападает на лейбл и Эминема на сингле под названием «The Giant»; однако это было быстро опровергнуто.
В декабре 2009 года вышел Стрит-Альбом под названием «Special Reserve», спродюсированный MoSS’ом.
22 апреля 2010 года «Rap Basement» сообщил, что 7 мая Оби Трайс запустит свой собственный независимый музыкальный лейбл Black Market Entertainment. Лейбл будет принадлежать Universal. 4 мая он подтвердил, что Эминем будет приглашенным артистом на его предстоящем альбоме Bottoms Up. 24 августа 2010 года он выпустил новый сингл «My Time 2011» с Bottoms Up на myspace; трек спродюсирован Джено СТАРПОМ. Музыкальное видео было выпущено 22 марта 2011 года; кадры для видео были сняты в магазине Black Market Ent. Вечеринка по случаю запуска.
2 сентября 2010 года Трайс объявил, что он будет ведущим «The Black & White», вечеринки, последовавшей за шоу Эминема и Джей-Зи в Comerica Park (проходившей в тот же вечер), в Goodnight Gracie’s; вечеринка проходит с 9 вечера до 2 часов ночи.
5 апреля 2011 года был выпущен еще один уличный сингл Trice под названием «Learn to Love». Хотя некоторые тексты были изменены, это была просто ремикшированная версия его песни под названием «Haters» из его микстейпа «Bar Shots».
2 августа 2011 года Оби Трайс написал в твиттере дату выхода альбома — 25 октября. Первый официальный сингл «Battle Cry» с участием Адриана Реззы, спродюсированный Лукасом Реззой, был выпущен на iTunes 23 августа.
С 3 апреля 2012 года, на прилавках магазинов, появился новый альбом «Bottoms Up». В роли продюсеров выступили такие именитые люди, как: Dr. Dre, Statik Selektah, Eminem, и другие.
В апреле Obie Trice решил выпустить новый альбом — «The Hangover». Этой информацией рэпер поделился в интервью с Montreality, где так же поговорил и о других вещах: студенческой жизни, любви к литературе и т. д. Кроме того, он хочет заполучить Эминема на альбом.
15 июня 2015 года Obie Trice выпустили первый сингл «Good Girls» с альбома «The Hangover», который был выпущен 7 августа. Трек был спродюсирован продюсером, удостоенным премии Грэмми Magnedo7, который был одним из продюсеров седьмого студийного альбома Эминема «Recovery».
В интервью Mr. Wavvy в 2016 году Трайс объявил, что уже работает над своим пятым студийным альбомом, который планирует выпустить позже в этом году. Кроме того, он раскрыл планы бокс-сета, в который вошли все четыре его предыдущих студийных альбома, а также ранее не издававшиеся записи тура.
23 августа 2019 года был выпущен его пятый альбом, просто названный «The Fifth». Он включает в себя выступления гостей из Magnedo7, Directorkasper, Xzibit и других.
10 декабря 2019 года Оби Трайс выпустил дисс-трек под названием «Spanky Hayes» против Ник Кэннон'а в защиту Эминема после того, как Ник Кэннон выпустил два дисс-трека против Эминема. В треке Трайс читал рэп над инструментальной песней Jay-Z «30 Something» . 16 декабря Трайс выпустил второй дисс-трек против Кэннона под названием «Spanky Hayes 2» и в оригинальной постановке Dubmuzik, который в прошлом продюсировал для Трайса. В треке он также критикует Suge Knight за то, что он назвал Кэннона «новым 2Pac'ом» на первом альбоме последнего.
TMZ сообщило 6 декабря 2019 года, что Трайс был арестован за то, что выстрелил в сына своей подруги. 8 июля 2020 года Трайс был приговорен к 90 дням в тюрьме округе Окленд, Мичигана от обвинений, связанных со стрельбой.
16 июня 2022 года Трайс был арестован и заключен в тюрьму после предъявления обвинения в окружном суде в Блумфилд-Хиллз, штат Мичиган, по обвинению в использовании телефона для преследования или угрозы кому-либо. Вскоре после этого он внес залог в размере 10 000 долларов по делу.

## Дискография

### Альбомы
- Cheers
  - Дата выхода: 23 сентября 2003
  - Позиция в чартах: 5 U.S.
  - RIAA certification: Platinum[10]
  - Продажи в США: 904,000[11]
  - Продажи в мире: 1.2 млн[12]
- Second Round's On Me
  - Дата выхода: 15 августа 2006
  - Позиция в чартах: 8 U.S.
  - RIAA certification: —
- Bottoms Up
  - Дата выхода: 3 апреля 2012
- The Hangover
  - Дата выхода: 7 августа 2015
- The Fifth
  - Дата выхода: 23 августа 2019

### Синглы
| Год  | Песня                                | Позиция в чартах | Позиция в чартах | Позиция в чартах | Позиция в чартах | Позиция в чартах | Альбом               |
| Год  | Песня                                | U.S. Hot 100     | U.S. R&B         | U.S. Rap         | UK               | AUS              | Альбом               |
| ---- | ------------------------------------ | ---------------- | ---------------- | ---------------- | ---------------- | ---------------- | -------------------- |
| 2002 | «Rap Name» (feat. Eminem)            | —                | —                | —                | —                | —                | 8 Mile OST           |
| 2003 | «Got Some Teeth»                     | 54               | 33               | 12               | 8                | 15               | Cheers               |
| 2004 | «The Set Up» (feat. Nate Dogg)       | 73               | 39               | 19               | 32               | —                | Cheers               |
| 2004 | «Don’t Come Down»                    | —                | —                | —                | —                | —                | Cheers               |
| 2006 | «Snitch» (feat. Akon)                | —                | —                | —                | 44               | 39               | Second Round’s on Me |
| 2006 | «Cry Now»                            | —                | —                | —                | —                | —                | Second Round’s on Me |
| 2006 | «Jamaican Girl» (feat. Brick & Lace) | —                | —                | —                | —                | —                | Second Round’s on Me |